# Dòng chảy (tâm lý)
Dòng Chảy là trạng thái tâm trí hoạt động mà trong đó cá nhân thực hiện một hành động được "nhúng" ngập trong dòng cảm xúc và sự tập trung nguồn năng lượng, tham dự một cách toàn vẹn và tận hưởng trong quá trình hoạt động diễn ra. Được đưa ra bởi Miha’ly Csikszentmihalyi, đây là một khái niệm trong nhánh tâm lý học thực chứng (hoặc "tâm lý học tích cực-positive psychology) đã được tham chiếu rộng rãi trong các lĩnh vực khác.

## Tổng quan
Theo Csikszentmihalyi, Dòng Chảy là động lực được tập trung toàn vẹn. Đó là một dạng nhúng sâu tâm trí và có thể tạo nên một dạng sử dụng toàn vẹn những xúc cảm cho quá trình thực hiện thao tác cũng như học tập. Trong Dòng Chảy, các cảm xúc không chỉ được dung chứa và truyền dẫn mà còn được kích hoạt, tập trung và điều hướng theo từng thao tác hiện tại. Dấu hiệu xác nhận ra Dòng Chảy là khi bạn có một cảm giác tận hưởng tức thời, thậm chí là mê ly khi bạn thực hiện một tác vụ, dù trạng thái này cũng được mô tả (như dưới đây) như một sự tập trung sâu vào không gì cả, kể cả những xúc cảm hay cảm thức bản thân của một người, mà chỉ vào hoạt động đó thôi.
Các khái niệm gần với trạng thái tinh thần này có thể kể đến là: sống trong hiện tại, cái Hiện tiền, trong một khoanh vùng, tập trung phi thường, tâm điểm, hoà điệu, bừng cháy, thông suốt, cuộn chảy.

## Các thành tố
Nakamura và Csikszentmihalyi xác định sáu yếu tố gắn với một trải nghiệm về Dòng chảy:
1. . Hướng đến và tập trung sự chú ý vào khoảnh khắc hiện tại.
2. . Hoà trộn hoạt động với sự tỉnh thức.
3. . Tạm vắng sự phản ánh về tự ý thức.
4. . Cảm giác về kiểm soát cá nhân trong các tình huống và hoạt động.
5. . Biến dạng về trải nghiệm thời gian, trải nghiệm chủ đạo về thời gian của một người bị biến đổi.
6. . Trải nghiệm về hoạt động như là cái gì được đem lại trong bản chất hay như một trải nghiệm tự thân.

Các thành tố này có thể xuất hiện độc lập với mỗi cái khác nhưng chỉ trong sự thống hợp chúng mới tạo nên một trải nghiệm gọi là Dòng Chảy.

## Từ nguyên học
Dòng chảy là khái niệm được định danh khi trong các cuộc phỏng vấn của Csikszentmihalyi năm 1975, nhiều người đã mô tả những trải nghiệm "dòng chảy" của họ bằng việc sử dụng ẩn dụ là một dòng nước cuốn họ trôi theo. Khái niệm tâm lý học về dòng chảy không liên quan tới cụm thành ngữ "trôi xuôi theo dòng – go with the flow" (hay còn được hiểu là sự linh hoạt, đi với bụt mặc áo cà sa – đi với ma mặc áo giấy).

## Lịch sử/nền tảng
Nghiên cứu về khái niệm dòng chảy bắt đầu từ những năm 1960. Mihaly Csikszentmihalyi được xem như người sáng lập nên thuyết này và các nhà nghiên cứu sau ông đã bắt đầu nghiên cứu Dòng Chảy sau khi Csikszentmihalyi đã bị lôi cuốn bởi các nghệ sĩ thực sự muốn sự mất mát trong công việc của họ. Các nghệ sĩ, đặc biệt là các họa sĩ đã đắm chìm vào công việc của họ khi họ không chú ý tới những nhu cầu ăn uống và thậm chí là ngủ nữa. Bởi thế nên nghiên cứu tiên khởi về thuyết Dòng Chảy đã được thực hiện khi Csikszentmihalyi cố nhận hiểu về hiện tượng trải nghiệm này qua các nghệ sĩ đó.
Nghiên cứu về hiện tượng này trở nên thịnh hành trong những năm 1980 và 1990 và Csikszentmihalyi cùng đồng sự tại Italy vẫn là tiên phong. Các nhà nghiên cứu quan tâm tới những trải nghiệm tận mức và tập trung vào những trải nghiệm tích cực, đặc biệt trong các ngành như học đường và thương mại cũng đã bắt đầu nghiên cứu về thuyết Dòng chảy trong thời gian này. Thuyết Dòng Chảy đã được Maslow và Rogers sử dụng nhiều trong lý thuyết của họ để phát triển dòng tâm lý học nhân văn.
Dòng Chảy đã được trải nghiệm trong dòng lịch sử và ở nhiều nền văn hoá. Các bài giảng của Phật giáo và Lão giáo đã nói về trạng thái tâm trí như là "Cái làm của cái Không Làm" hoặc "Làm mà không Làm" rất tương hợp với ý tưởng về Dòng Chảy (ở đây đang nói về khái niệm Vô Vi và Tuỳ Duyên mà làm trong Phật và Lão giáo, nhưng để tôn trọng bản gốc nên tôi vẫn dịch theo cách diễn đạt của Phương Tây). Trong các văn bản của dòng triết Advaita (nhất nguyên hay sát nghĩa – 1 tiểu nhánh của triết lý Vedanta) ở Ấn Độ như Ashtavakra Gita và Yoga hiểu biết như Bhagavad-Gita cũng đề cập tới trạng thái tương tự.
Những nguồn sử liệu gợi cho thấy rằng Michelangelo có thể đã vẽ bức tranh trên trần nhà thờ Sistine ở Vatican trong một trạng thái như Dòng Chảy, rằng ông đã vẽ liên tục trong nhiều ngày và bị mê cuốn trong công việc đến mức không dừng để ngủ nghỉ hay ăn uống cho đến nét vẽ cuối cùng. Ông sẽ tỉnh thức phục hồi và lại tiếp tục vẽ, lại nhập vào một lần nữa trạng thái mê cuốn tuyệt mức đó.Lý Tiểu Long cũng từng nói về trạng thái tâm lý như dạng Dòng Chảy trong cuốn "Đạo của Triệt Quyền Đạo" của ông.

## Cơ chế
Trong từng khoảnh khắc được đem lại có biết bao luồng thông tin ập tới cá nhân. Các nhà tâm, lý học đã khám phá ra rằng tâm trí của chúng ta chỉ có thể chú ý vào một khối lượng thông tin nhất định trong hiện tại. Theo nghiên cứu của Mihaly năm 1956 thì khối lượng đó có thể vào khoảng 126 bits thông tin mỗi giây. Đó có vẻ là một con số lớn (và nhiều thông tin) nhưng những tác vụ đơn giản thường ngày cũng có biết bao nhiêu là thông tin. Chỉ một cuộc hội thoại cũng có khoảng 40 bit thông tin mỗi giây; tức là chiếm 1/3 dung lượng Khả Thể của một người. Đó là lý do tại sao một người không thể tập trung tốt vào những chuyện khác khi đang đối thoại.
Trong phần lớn trường hợp (ngoại trừ những cảm giác cơ thể thiết yếu như đói và đau – đó là bẩm sinh) mọi người có thể quyết chọn những gì họ muốn dành sự chú ý của mình vào. Nhưng khi một người đang trong trạng thái Dòng Chảy thì anh/chị ta bị choán toàn bộ tâm trí vào việc đang làm mà không có sự quyết định một cách có ý thức vào việc đó, buông mất sự thức nhận về tất cả mọi thứ khác: thời gian, con người, giải trí, thậm chí cả những nhu cầu thể lý cơ bản. Hiện tượng này xuất hiện bởi tất cả sự chú ý của một người trong trạng thái Dòng Chảy đã đặt vào tác vụ họ đang làm nên không còn sự phân bố nào khác của chú ý nữa.